# Килен (Алабама)
Килен (енгл. Killen) град је у америчкој савезној држави Алабама. По попису становништва из 2010. у њему је живело 1.108 становника.

## Демографија
Према попису становништва из 2010. у граду је живело 1.108 становника, што је 11 (1,0%) становника мање него 2000. године.
| Група             | 2000.         | 2010.         |
| Белци             | 1.055 (94,3%) | 1.027 (92,7%) |
| Афроамериканци    | 25 (2,2%)     | 35 (3,2%)     |
| Азијати           | 5 (0,4%)      | 5 (0,5%)      |
| Хиспаноамериканци | 29 (2,6%)     | 27 (2,4%)     |
| Укупно            | 1.119         | 1.108         |